# Kamal Bafounta
Kamal Bafounta Ortega (* 8. Januar 2002 in Vénissieux) ist ein französisch-spanischer Fußballspieler. Der Mittelfeldspieler ist ehemaliger französischer Nachwuchsnationalspieler.

## Karriere

### Verein
Bafounta begann in seiner südostfranzösischen Heimatstadt Vénissieux bei der örtlichen ASM Vénissieux mit dem Vereinsfußball. Im weiteren Verlauf war er fünf Jahre in der nahen Großstadt Lyon bei den zwei großen Vereinen Olympique und FC Lyon aktiv, bevor er sein erstes Jahr in der U17 noch beim FC Nantes verbrachte. 
Im Sommer 2018 wechselte Bafounta für eine Ausbildungsentschädigung von 90.000 Euro nach Deutschland ins Nachwuchsleistungszentrum von Borussia Dortmund, nachdem sich der Verein unter anderem gegen Mitbewerber wie Inter Mailand, den FC Everton, Manchester United oder den FC Sevilla durchgesetzt haben soll, und erhielt einen drei Jahre gültigen Ausbildungsvertrag. Vater Aime, der seinem Sohn auch als Berater zur Seite steht, favorisierte Dortmund aufgrund der in seinen Augen guten Chancen für junge Spieler in der Bundesliga. Darüber hinaus engagierte dieser, selbst ehemaliger Profiboxer, den Boxtrainer Faycal Omrani, um die Fitness und Athletik des jungen Kamal, der bereits Deutschkenntnisse vorweisen konnte, zu verbessern. Während mit 16 Jahren bereits erste Einsätze für die Dortmunder A-Jugend in der UEFA Youth League erfolgten, spielte der Franzose hauptsächlich für die U17-Bundesligamannschaft, der neben den späteren Profis Youssoufa Moukoko und Albin Thaqi lediglich drei weitere Spieler aus der Vorjahresmeistermannschaft geblieben waren. Für diese war er sowohl im zentralen wie auch im defensiven Mittelfeld aktiv und setzte durch diverse Torbeteiligungen auch offensive Akzente. 
Im März 2019 erlitt der mittlerweile 17-Jährige, der fest für die U19 eingeplant gewesen war, eine Meniskusverletzung, die ihn in der Folge für beinahe zwei Jahre außer Gefecht setzte und zwei Operationen zur Folge hatte. Als im Frühjahr 2020 sowohl das Nachwuchsleistungszentrum wie auch das Jugendhaus des BVB in Folge der COVID-19-Pandemie geschlossen werden mussten, verblieb Bafounta notgedrungen als einziger von 22 Bewohnern im Internat, da er nicht in seine französische Heimat ausreisen durfte. Im Februar 2021 kehrte der Mittelfeldspieler auf den Rasen zurück und konnte mit der U19 der Borussia Freundschaftsspiele absolvieren, nachdem bereits die zweite Spielzeit im Juniorenfußball in Folge hatte abgebrochen werden müssen.
Im darauffolgenden Sommer rückte Bafounta nach einer Vertragsverlängerung bis Juni 2022 gemeinsam mit seinen Teamkameraden Leon Klußmann, Albin Thaqi und Maik Amedick in die zweite Mannschaft des Vereins in der 3. Liga auf. Hier trat er im Mittelfeld gemeinsam mit Amedick in Konkurrenz zur Neuverpflichtung Antonios Papadopoulos sowie den etablierten Kräften Franz Pfanne, Tobias Raschl, Marco Hober und Florian Krebs, gegen die er sich jedoch nicht durchsetzen konnte. Bis zum Saisonende kam er in der Liga lediglich zu drei Kurzeinsätzen nach Einwechslung jeweils in der Schlussphase der Spiele. Sein auslaufender Vertrag wurde daraufhin im Sommer 2022 nicht verlängert.
Bafounta kehrte anschließend nach Frankreich zurück und schloss sich dem Erstligisten FC Lorient an, bei dem er zunächst für die zweite Mannschaft des Vereins in der vierten Liga eingeplant ist.

### Nationalmannschaft
Bafounta spielte bislang fünfmal für Nachwuchsnationalmannschaften der FFF.
Aufgrund der Herkunft seines Vaters (DR Kongo) sowie seiner Mutter (Spanien) wäre Bafounta auch für eine der anderen beiden Nationen spielberechtigt.